# Arbecey
Arbecey és un municipi francès situat al departament de l'Alt Saona i a la regió de Borgonya - Franc Comtat. L'any 2007 tenia 242 habitants.

## Demografia

### Població
El 2007 la població de fet d'Arbecey era de 242 persones. Hi havia 104 famílies, de les quals 44 eren unipersonals (20 homes vivint sols i 24 dones vivint soles), 24 parelles sense fills i 36 parelles amb fills.
La població ha evolucionat segons el següent gràfic:
Habitants censats

### Habitatges
El 2007 hi havia 170 habitatges, 108 eren l'habitatge principal de la família, 29 eren segones residències i 32 estaven desocupats. 162 eren cases i 7 eren apartaments. Dels 108 habitatges principals, 96 estaven ocupats pels seus propietaris, 10 estaven llogats i ocupats pels llogaters i 2 estaven cedits a títol gratuït; 3 tenien dues cambres, 8 en tenien tres, 37 en tenien quatre i 60 en tenien cinc o més. 74 habitatges disposaven pel capbaix d'una plaça de pàrquing. A 52 habitatges hi havia un automòbil i a 46 n'hi havia dos o més.

### Piràmide de població
La piràmide de població per edats i sexe el 2009 era:
| Homes | Edats   | Dones |
| ----- | ------- | ----- |
| 0     | 95 o +  | 0     |
| 0     | 90 a 94 | 0     |
| 4     | 85 a 89 | 4     |
| 0     | 80 a 84 | 4     |
| 0     | 75 a 79 | 12    |
| 12    | 70 a 74 | 8     |
| 4     | 65 a 69 | 4     |
| 4     | 60 a 64 | 4     |
| 12    | 55 a 59 | 8     |
| 4     | 50 a 54 | 4     |
| 8     | 45 a 49 | 0     |
| 8     | 40 a 44 | 12    |
| 16    | 35 a 39 | 8     |
| 0     | 30 a 34 | 0     |
| 12    | 25 a 29 | 8     |
| 0     | 20 a 24 | 0     |
| 4     | 15 a 19 | 8     |
| 4     | 10 a 14 | 8     |
| 12    | 5 a 9   | 8     |
| 4     | 0 a 4   | 8     |

## Economia
El 2007 la població en edat de treballar era de 153 persones, 111 eren actives i 42 eren inactives. De les 111 persones actives 91 estaven ocupades (56 homes i 35 dones) i 19 estaven aturades (13 homes i 6 dones). De les 42 persones inactives 14 estaven jubilades, 14 estaven estudiant i 14 estaven classificades com a «altres inactius».

### Ingressos
El 2009 a Arbecey hi havia 101 unitats fiscals que integraven 235 persones, la mediana anual d'ingressos fiscals per persona era de 13.807 €.

### Activitats econòmiques
Dels 3 establiments que hi havia el 2007, 2 eren d'empreses de construcció i 1 d'una empresa de serveis.
L'únic servei als particulars que hi havia el 2009 era una fusteria.
L'any 2000 a Arbecey hi havia 4 explotacions agrícoles.

## Equipaments sanitaris i escolars
El 2009 hi havia una escola maternal integrada dins d'un grup escolar amb les comunes properes formant una escola dispersa.

## Poblacions més properes
El següent diagrama mostra les poblacions més properes.